# Реза-Махале (дегестан)
Реза-Махале (перс. رضامحله) — дегестан в Ірані, в Центральному бахші, в шагрестані Рудсар остану Ґілян. За даними перепису 2006 року, його населення становило 12535 осіб, які проживали у складі 3863 сімей.

## Населені пункти
До складу дегестану входять такі населені пункти:
- Алі-Калає
- Арус-Махале
- Афермеджан-е-Алія
- Афермеджан-е-Софлі
- Багадор-Махале
- Базарґан-Махале
- Базоколь
- Балалам
- Ґілякаджан
- Ґоль-Махале
- Ґянджаруд
- Ґярмеджан
- Даві-Сара
- Даруґар-Махале
- Джу-Поштан
- Дусткух
- Зарколям
- Зіяз-Махале
- Кальдаре-Алія
- Кальдаре-Софлі
- Кейван-Поште
- Кує-Алія
- Кує-Софлі
- Курче-Пошт
- Лакалає
- Ласбу-Махале
- Лашкаджан-е-Алія
- Лашкаджан-е-Софлі
- Маг-Сає
- Міраґ-Махале
- Мордаб-Бон
- Мордабсар
- Пас-Чавар
- Піджан
- Пір-Махале
- Реза-Махале
- Рушан-Абасар-е-Бала
- Рушан-Абасар-е-Паїн
- Салу-Махале
- Сарай-Дешт
- Сармастан
- Селякджан
- Сіяван-Махале
- Сурчан-Махале
- Торшає
- Туткале-Алія
- Тутукале-Софлі
- Хасан-Сара
- Хомейр-Махале
- Хур-Ґярдан
- Чавар-Калає
- Чавар-Калає
- Чалаксара
- Шірає